# Споднє Горє
Споднє Горє (словен. Spodnje Gorje) — поселення в общині Горє, Горенський регіон, Словенія. Висота над рівнем моря: 562,2 м.